# Назальная вакцина
Назальная вакцина — вакцина, вводимая в организм через носовую полость и не требующая использования инъекционной иглы. Такая вакцина индуцирует иммунитет через слизистую оболочку носа, которая контактирует с передающимися через воздух инфекциями в естественных условиях.

## Введение в организм
Перед назальной вакцинацией полость носовых ходов очищают. Жидкую вакцину вводят с помощью пульверизатора в виде назального спрея или аэрозоля, или пипетки в виде назальных капель; порошковидный препарат через нос вводят с помощью распылителя для порошков. Также может применяться ложечка, вмещающая разовую дозу вакцины. 
Введение вакцины через нос является безболезненным, неинвазивным и простым, что позволяет избежать рисков, связанных с травмами иглами для инъекций и их безопасной утилизацией. Для назальной доставки вакцины доступно несколько различных приспособлений

## История
Первые попытки вакцинации предпринимались ещё в глубокой древности, в том числе с использованием интраназального пути введения. Так, в Древнем Китае и Древней Индии оспенные струпья, взятые от больного и растёртые в порошок, после длительного хранения вводили в нос с тампоном или вдували через серебряные трубочки. В XVII веке манчжурский император Канси утверждал, что для того, чтобы уберечь свою семью и войско против оспы, он привил их путём вдыхания оспенного материала через нос. Материал мог варьироваться от перемолотых сухих корок больных, до жидкости, собранной из их гнойников.
В начале XX века первые экспериментальное подтверждение иммунологической эффективности вакцинации через дыхательные пути были получены С. К. Дзержговским (1902) и П. П. Щевелевым (1910). Теория местного иммунитета, разработанная А. М. Безредкой, стимулировала появление большой серии экспериментальных и клинико-эпидемиологических исследований, посвящённых аэрогенной вакцинации, главным образом, против респираторных инфекций. А. А. Смородинцевым с соавторами был разработан метод ингаляционной иммунизации против гриппа. 
Позже в советское время метод аэрогенной вакцинации активно разрабатывался Н. И. Александровым и H. Е. Гефен, положившими начало его введению в практику, а также другими, как советскими (В. М. Жданов, В. А. Лебединский и др.), так и зарубежными учёными. 

### Интраназальная вакцина против гриппа

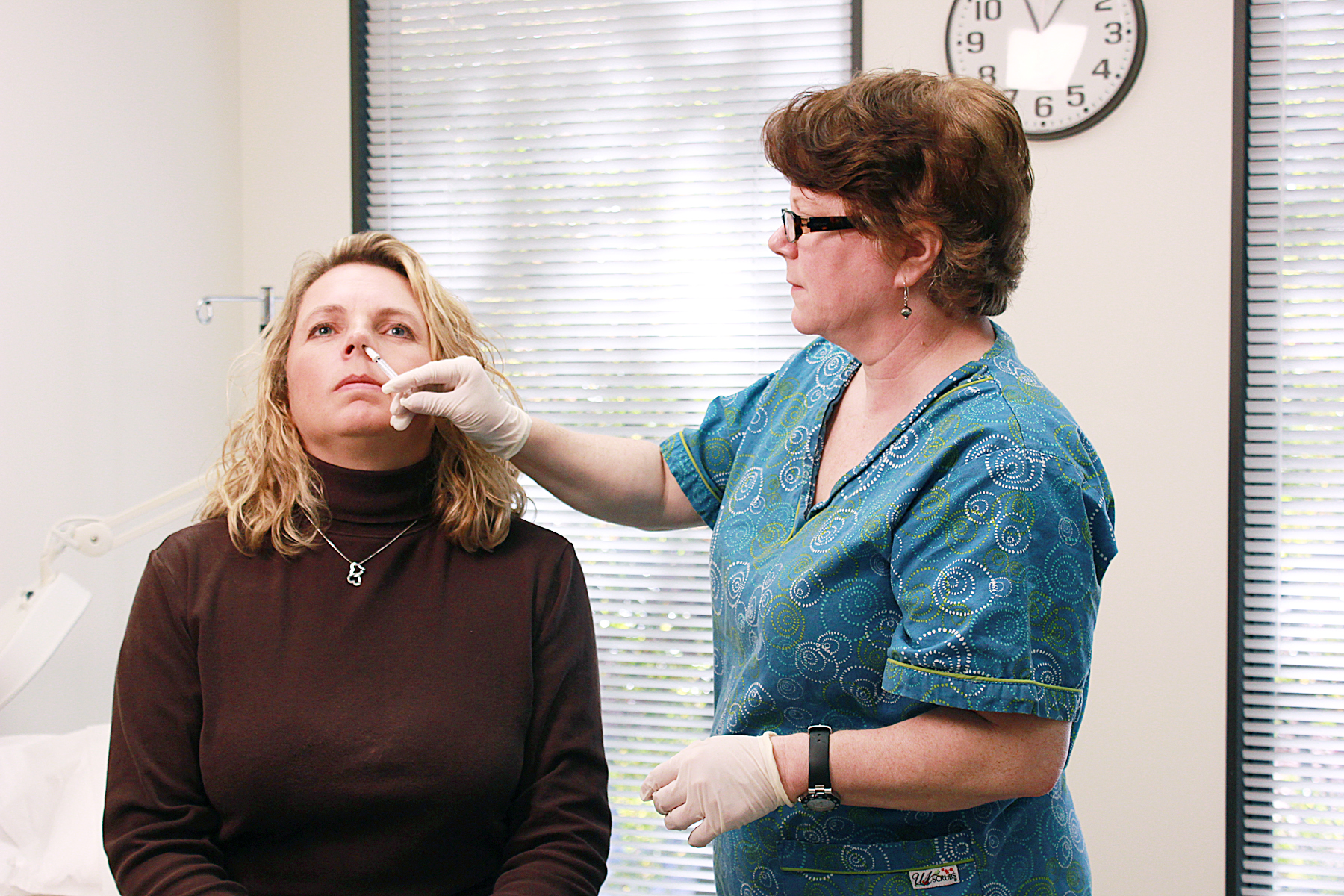
Введение вакцины FluMist Quadrivalent

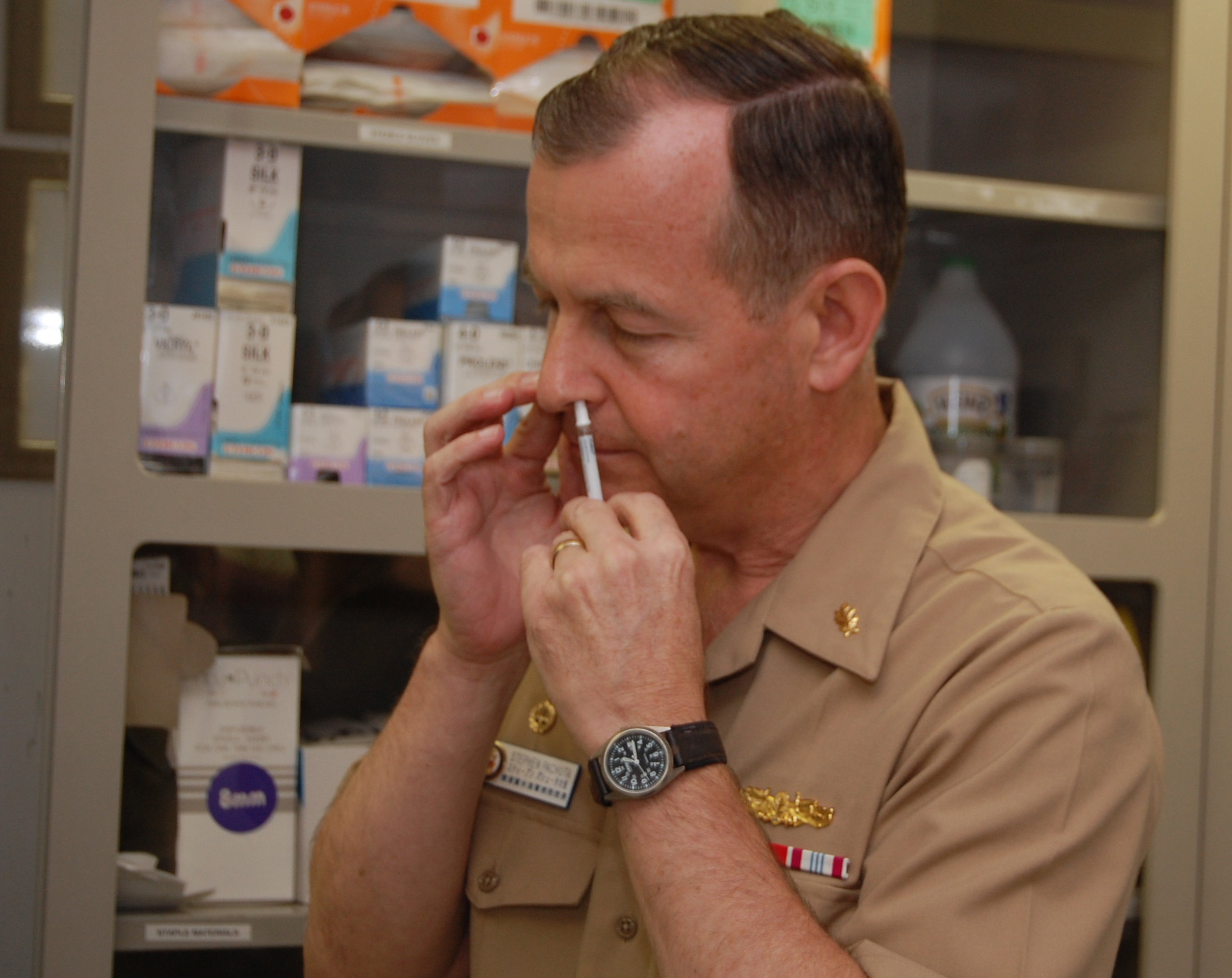
Офицер Военно-морских сил США самостоятельно вакцинируется назальной вакциной против гриппа

Введение живой гриппозной вакцины интраназально позволяет вырабатывать не только гуморальный иммунитет, но и индуцировать секреторный, местный иммунитет. В России интраназальная живая гриппозная аллантоисная вакцина «Ультравак» производится с 1982 года на основе живых аттенуированных вирусов гриппа типов A и B; в качестве вспомогательных веществ используются сахароза, лактоза, глицин, глутамат натрия, трис, натрия хлорид, желатин. Вакцину вводят интраназально при помощи одноразового распылителя-дозатора.
Назальная живая ослабленная противогриппозная вакцина доступна под торговым наименованием FluMist Quadrivalent в США и Fluenz Tetra в Европе. Помимо антигенов (активный компонент) назальная вакцина против гриппа содержит желатин, а также небольшое количество аминокислот и сахарозы, которые выступают в качестве стабилизаторов.

### Назальная вакцина против коронавирусных инфекций
В эксперименте, проведённом в 2004 году в рамках разработки вакцины против SARS-CoV, назальная вакцина была введена четырём зелёным мартышкам. По результатам исследования было обнаружено, что в вакцинированной группе обезьян вирус не размножался и инфекции удалось избежать.
В августе 2020 года, во время пандемии COVID-19, исследования на животных показали, что назальная вакцинация против SARS-CoV-2 может создать не менее или даже более эффективную защиту, чем при введении той же вакцины с помощью инъекции. Так, в исследовании на мышах было обнаружено, что хотя в обоих случаях после контакта мышей с коронавирусом после вакцинации в их лёгких не обнаруживалось патогенных вирусов, лёгкие мышей, получивших вакцину инъекционно, всё же содержали небольшое количество вирусной РНК, чего не было зафиксировано у мышей, вакцинированных назально. Другое исследование — на макаках-резусах — показало, что назальная вакцина столь же эффективна, как и инъекционная, при этом авторы особо отметили, что назальный способ введения бы позволил людям вакцинироваться самостоятельно.
Исследователи под руководством доктора Винсента Мюнстера из американского Национального института аллергии и инфекционных заболеваний (NIAID) протестировали интраназальную доставку вакцины Oxford / AstraZeneca на хомяках и обезьянах. Результаты были опубликованы 27 июля 2021 года в журнале Science Translational Medicine. У хомяков интраназальная вакцинация вызвала повышенные титры нейтрализующих антител по сравнению с внутримышечной вакцинацией, хотя оба варианта были эффективны для снижения вирусной нагрузки. В настоящее время интраназальная вакцинация исследуется на добровольцах в Оксфордском университете.
В начале 2021 года стало известно о ведении центром им. Гамалеи работ по созданию назальной формы вакцины Гам-КОВИД-Вак, которая будет представлять собой второй компонент оригинальной вакцины в виде назального спрея. По словам главы центра Гамалеи А. Л. Гинцбурга новая форма вакцины позволит сформировать дополнительный иммунитет, благодаря которому вакцинированные не будут распространять инфекцию, хотя и не сможет заменить инъекционную вакцину. 26 февраля 2022 года Гинцбург сообщил, что назальную вакцину получили около 100 добровольцев . Побочных эффектов нет. 
Также известно о ведущихся в России работах по разработке и других интраназальных вакцин против COVID-19.

## В ветеринарии
В ветеринарии вакцина для собак против Bordetella bronchiseptica, вызывающей инфекционный трахеобронхит собак (вольерный кашель), может быть введена через нос.